# Caesalpinia bracteosa
Caesalpinia bracteosa är en ärtväxtart som beskrevs av Louis René Tulasne. Caesalpinia bracteosa ingår i släktet Caesalpinia och familjen ärtväxter. Inga underarter finns listade i Catalogue of Life.